# Assedio di Valenciennes (1793)
L'assedio di Valenciennes ebbe luogo tra il 13 giugno e il 28 luglio 1793, durante la Campagna delle Fiandre della guerra della Prima Coalizione. La guarnigione francese guidata da Jean Henri Becays Ferrand fu bloccata da una parte dell'esercito del principe Federico Giosia di Sassonia-Coburgo-Saalfeld, comandato dal principe Federico Augusto di Hannover. Valenciennes cadde il 28 luglio, segnando la vittoria alleata.

## Antefatto
Dopo la sconfitta delle armate repubblicane francesi a Neerwinden, l'esercito alleato sotto il Principe di Coburgo recuperò gran parte dei Paesi Bassi austriaci e iniziò ad assediare Condé-sur-l'Escaut, mentre i tentativi del demoralizzato esercito francese di alleggerire la fortezza con azioni su Saint-Amand e Raismes furono respinti. A metà maggio Coburgo era stato rinforzato fino a raggiungere una forza di circa 90 000 uomini, il che permise agli Alleati di cacciare i francesi da un campo trincerato nella battaglia di Famars del 23 maggio e di assediare Valenciennes.
Molti dei francesi cacciati da Famars si rifugiarono nella città fortificata di Valenciennes, aumentando notevolmente la sua guarnigione.
Coburgo scelse il Duca di York, appena arrivato, per guidare le operazioni di assedio con il proprio comando e 14 000 austriaci, mentre il generale austriaco Joseph Johann Ferraris fu incaricato di supervisionare gli aspetti tecnici. Il governo britannico ne fu sorpreso: i britannici erano inesperti di guerra d'assedio pesante e mancavano di equipaggiamento, e si sospettava persino che gli austriaci avessero delle ragioni sinistre per scegliere York. Il capo degli ingegneri di York, il colonnello James Moncrief, riteneva che il luogo potesse essere conquistato con un assalto senza la necessità di un lungo investimento, ma Ferraris non ne volle sapere e insistette per un assedio formale di trincee seguendo tutte le procedure.

## Assedio
Ci vollero quindici giorni prima che si potessero portare avanti i cannoni pesanti, ma il 13 giugno furono finalmente scavate le trincee e iniziò l'assedio. 25 000 uomini intrapresero l'assedio, protetti da un esercito di copertura di 30 000 uomini.
Le operazioni di assedio degli austriaci procedettero a un ritmo lento, con grande frustrazione di York. Fitzgerald scrisse: «Si è bruscamente confrontato con loro, e in cambio è stato rimproverato per il suo eccessivo zelo».
Il 26 luglio, le principali opere sul lato orientale furono prese d'assalto da tre colonne, una delle quali di truppe britanniche (compagnie delle Guardie supportate da una parte della brigata di Abercromby). Il capo di stato maggiore di York, Murray, scrisse: «La resistenza delle opere era interamente dovuta al fatto che avevamo messo il Duca di York alla testa. Il generale Ferraris inviò ripetuti ordini di evacuazione. Conoscendo i desideri del Duca in proposito, convinto della follia di una simile misura e fortemente sostenuto dal colonnello Moncrieff, diedi ordini positivi contrari, che furono approvati nel modo più assoluto da Sua Altezza Reale, che in quel momento si trovava in una ridotta poco più indietro».
In seguito alla caduta delle opere, Valenciennes si arrese il 28 luglio, consentendo alla guarnigione di andarsene con gli onori di guerra, ma senza armi e munizioni.
York fu proclamato salvatore dalla popolazione della città, che calpestò il tricolore e lo dichiarò re di Francia.

### Guarnigione francese
I regolari francesi erano costituiti da due battaglioni del 29º reggimento di fanteria di linea (ex-Dauphin) e da un battaglione ciascuno del 75º reggimento (ex-Royal-Comtois) e dell'87º reggimento (ex-Dillon). I volontari erano i battaglioni della Charente, della Côte-d'Or, dei Granatieri della Côte-d'Or, di Deux-Sèvres, di Gravilliers, di Loire-et-Cher, di Mayenne-et-Loire, di Meurthe, di Nièvre, dei Granatieri di Parigi e delle Guardie Nazionali della Senna-Inférieur, il 2º battaglione dell'Eure, il 3º battaglione di Valenciennes e il 4º battaglione delle Ardenne. C'erano 400 cavalieri del 24º e 25º Reggimento Dragoni, 350 artiglieri del 3º e 6º Reggimento di Artiglieria, 250 volontari civili di Valenciennes, 500 uomini di otto compagnie di Parigi e una compagnia di Douai, 200 pompieri, 50 minatori e 296 soldati vari. I battaglioni di fanteria contavano tra i 400 e i 600 soldati ciascuno.